# 13302 Кезмо
13302 Кезмо (13302 Kezmoh) — астероїд головного поясу, відкритий 14 вересня 1998 року.
Тіссеранів параметр щодо Юпітера — 3,608.